# La Lettre de l'Expansion
La Lettre de L'Expansion est une parution française hebdomadaire, livrée sous forme de lettre confidentielle (en format PDF) chaque lundi matin à 6H.
Le titre est vendu uniquement sur abonnement mais reste disponible en vente à l'unité, a l'exception de certaines pages exclusivement réservées aux abonnés.
Il se consacre aux informations économiques et politiques.

## Histoire
Longtemps propriété du groupe l'Express, La Lettre de l'Expansion a d'abord été une branche du défunt magazine économique mensuel l'Expansion.
Le 1er octobre 2017, WanSquare reprend la gestion du titre des mains de la branche médias du groupe Altice dans le but de diversifier son offre d'informations.
Le 20 août 2018, un nouveau directeur de la rédaction, Pierre Dumazeau, reprend les rênes de La Lettre de l'Expansion pour donner un nouveau souffle au titre. Depuis le 1er mai 2022, Yves de Kerdrel qui assurait l'intégralité des pages économiques de La Lettre de L'expansion a repris les fonctions de directeur de la rédaction et s''occupe également des pages politiques.
À partir de cette date, le titre est diffusé uniquement en version PDF et sous forme électronique.

## Contenu
Chaque numéro de La Lettre de l'Expansion contient 8 pages d'informations sur le monde politique et des affaires :
- Première page : L'éditorial d'Yves de Kerdrel
- Page 2 : Pouvoirs
- Page 3 : Politique
- Page 4 : Médias
- Page 5 : Business avec "la story de la semaine"
- Page 6 : Business
- Page 7 : Business
- Page 8 : En vue

A l'occasion du numéro du 31 août 2020, le Lettre se dote d'une nouvelle maquette et consacre trois pages par semaine à des grands dossiers d'actualité.

## Equipe éditoriale
Directeur de la rédaction : Yves de Kerdrel, ancien éditorialiste aux Echos, puis chroniqueur économique au Figaro pendant 12 ans, membre de la Commission Attali (2007-2010), de la Commission pour la diffusion de la culture économique, du comité d'éthique du Medef (jusqu'en 2012)
Contributeurs permanents : Yves de Kerdrel.